# Kidd Creole
Ne doit pas être confondu avec Kid Creole and the Coconuts.
Pour les articles homonymes, voir Kid Creole.
Nathaniel Glover (né le 19 février 1960 à New York), également connu sous les noms de Nate ou Danny Glover et plus connu sous le nom de scène Kidd Creole, est un rappeur américain. Il est le frère du célèbre Melle Mel et sont tous deux membres du groupe pionnier du hip-hop old-school, Grandmaster Flash and the Furious Five.
En août 2017, Nate Glover est arrêté après avoir poignardé à mort un sans-abri lors d'une altercation à Manhattan. En mai 2022, il est condamné à 16 ans de prison pour homicide involontaire.

## Biographie

### Les débuts
Nathaniel Glover naît à New York dans le Bronx en 1960 en tant que troisième enfant sur cinq dans une famille ouvrière. En juillet 1977, Nate et son frère Melvin rencontrent Joseph Saddler, un DJ local surnommé Grandmaster Flash. Les deux frères, avec Keef Cowboy (Keith Wiggins), rejoignent le groupe en herbe de Grandmaster Flash, les Three MC's, en 1978. Melvin prend le pseudonyme de Melle Mel tandis que Nate choisit le nom de Kidd Creole, une référence au film d'Elvis Presley, King Creole.

### Grandmaster Flash & the Furious Five
Deux autres MC rejoignent le groupe : Scorpio (à l'origine M. Ness, alias Ed Morris) et Raheim (Guy Williams). Le groupe enregistre deux singles (le premier sous le nom de Younger Generation et le second sous le nom de Flash & the Five) avant d'opter pour le nom de Grandmaster Flash and the Furious Five et d'enregistrer l'EP Superappin' pour Enjoy Records, la label du producteur Bobby Robinson. Kidd Creole participe à l'enregistrement de plusieurs disques avec le groupe entre 1980 et 1983. Des tensions apparaissent ensuite entre Nate et son frère Melvin, plus prospère ; Melle Mel devient le leader et l'auteur-compositeur principal du groupe et est l'interprète de l'œuvre la plus populaire du groupe, le rap de 1982 The Message. Melle Mel est également en meilleurs termes que son frère avec le label Sugar Hill et ses managers, Joe et Sylvia Robinson. Flash, Rahiem et Creole quittent les Furious Five en 1983. Ils continuent à enregistrer ensemble pour Elektra Records de 1983 à 1987, rejoignant plus tard Melle Mel et les autres pour une brève reformation en 1987.
Les dernières années du groupe et de ses membres rencontrent moins de succès ; ils ne produisent plus aucun hit et le public se raréfie à mesure que les goûts se tournent vers de nouveaux groupes tels que Run–DMC au milieu des années 1980. Creole se dispute avec Sugar Hill au sujet d'un arriéré de paiements de droits d'auteurs pour des travaux antérieurs. Creole n'est finalement plus en mesure de poursuivre une carrière de musicien à plein temps et doit occuper divers emplois temporaires tout en continuant à faire en parallèle des tournées occasionnelles.

## Démêlés judiciaires
Nathaniel Glover est arrêté pour possession d'armes à feu en 1982 et en 1995, et possession d'un couteau en 2007. En 2017, Glover vit à Mount Hope dans le Bronx et travaille comme technicien et agent de sécurité dans le centre de Manhattan,. Dans la nuit du 2 août 2017, selon les images d'une caméra de surveillance, il a une conversation avec John Jolly, un sans-abri local. Les deux hommes quittent le champ de vision de la caméra et Jolly est poignardé à mort. Glover admets avoir poignardé Jolly avec un couteau qu'il gardait sur lui, tout en affirmant avoir été provoqué ; dans sa confession initiale, il prétend qu'il pensait que Jolly lui faisait des avances sexuelles. Glover est incarcéré et accusé de meurtre.
Au procès, le juge ordonne au jury de ne pas tenir compte des allégations de légitime défense, car Jolly n'était pas armé et n'était donc pas en mesure de constituer une menace mortelle pour Glover selon la loi du New Jersey, affaiblissant ainsi la défense de celui-ci. Glover est déclaré coupable d'homicide involontaire au premier degré le 6 avril 2022. Le 4 mai, il est condamné à une peine de 16 ans de prison agrémentée de 5 années de contrôle judiciaire.

## Discographie
Au sein de Grandmaster Flash and the Furious Five, Flash & the Five ou Younger Generation :

### Albums
- The Message (1982), Sugar Hill
- On the Strength (1988), Elektra

### Singles
- Superrappin' 1979), Enjoy! - single 12"
- Freedom (1980), Sugar Hill
- Grandmaster Flash on the Wheels of Steel (1981), Sugar Hill - single 12"